# Sol Invictus (glasbena skupina)
Sol Invictus je angleška neofolk glasbena skupina, ki jo vodi Tony Wakeford. Wakeford je sodeloval z mnogimi glasbeniki v svoji karieri, ki so nastopali pod imenom Sol Invictus. Ime Sol Invictus v latinščini pomeni nepremagljivo sonce in prihaja iz rimskega kulta sonca.

## Zgodovina
Sol Invictus je glasbena skupina, ki jo je Tony Wakeford ustanovil leta 1987. Z Wakefordom so med drugim sodelovali Sarah Bradshaw, Nick Hall, Céline Marleix-Bardeau, Ian Read in Karl Blake. Wakeford je opisal svojo glasbo folk noir. 
Besedila in podoba skupine so bili v začetku navdahnjeni na  tradicionalimu, nasprotovanju modernemu svetu in materializmu. Na skupino je imel vpliv tudi italijanski filozof Julius Evola od katerega si je Wakeford izposojal naslove albumov in pesmi. Po drugi strani je v enem intervjuju Wakeford dejal, da so knjige Evole “neberljive”. Nanj je imel vpliv tudi pesnik Ezra Pound za katerega je rekel, da je bil eden največjih poetov vseh časov. „Ne strinjam se z njegovim antisemitizmom, ampak to ne bi smelo odvrniti ljudi od njegov del kot umetnika.“ 
Skupina je isto izražala interes v  poganstvu in  mitraizmu, pogosto pokazano kot direktno nasprotovanje krščanstvu. Ameriško kulturo je dojemal kot uničevanje Evrope, kar je pokazal s humorjem v pesmi "Death of the West" na istoimenskem albumu. Na kasnejših albumih so besedila bolj osebna, zavrnil pa je anti-amerikanizem in antikrščanstvo. 
Albumi Sol Invictusa se pogosto pojavljajo slike ameriškega umetnika, glasbenika in Wakefordovega prijatelja Tora Lundvalla. 

## Diskografija
| Leto | Naslov                                   | Format, opombe                                       |
| ---- | ---------------------------------------- | ---------------------------------------------------- |
| 1987 | Against the Modern World                 | Mini-EP                                              |
| 1989 | In the Jaws of the Serpent               | Live LP                                              |
| 1989 | Lex Talionis                             | Part of box set with Current 93 and Nurse with Wound |
| 1989 | Fields                                   | 12" with Current 93 and Nurse With Wound             |
| 1990 | Sol Veritas Lux                          | CD                                                   |
| 1990 | Abattoirs of Love                        | 7"                                                   |
| 1990 | Lex Talionis                             | CD                                                   |
| 1990 | Trees in Winter                          | CD/LP                                                |
| 1991 | The Killing Tide                         | CD/LP                                                |
| 1992 | Death In June/Current 93/Sol Invictus    | Live CD with Death in June and Current 93            |
| 1992 | Looking for Europe                       | 7"                                                   |
| 1992 | The Lamp of the Invisible Light          | 7" compilation track                                 |
| 1992 | Somewhere in Europe/See the Dove Fall    | 7"                                                   |
| 1992 | Let Us Prey                              | Live CD                                              |
| 1992 | King & Queen                             | CD                                                   |
| 1994 | The Death of the West                    | CD                                                   |
| 1994 | Black Europe                             | CD                                                   |
| 1995 | In the Rain                              | CD                                                   |
| 1997 | The Blade                                | CD                                                   |
| 1998 | In Europa                                | CD                                                   |
| 1998 | All Things Strange and Rare              | Compilation CD                                       |
| 1999 | In a Garden Green                        | CD                                                   |
| 2000 | Trieste                                  | CD                                                   |
| 2000 | The Hill of Crosses                      | CD                                                   |
| 2000 | Eve                                      | 7"                                                   |
| 2001 | Brugge                                   | Live concert, 1996-02-03                             |
| 2002 | Thrones                                  | CD                                                   |
| 2003 | The Giddy Whirls of Centuries            | Compilation CD                                       |
| 2004 | The Angel                                | Compilation CD                                       |
| 2005 | The Devil's Steed                        | CD                                                   |
| 2006 | Walking in the Rain on the Ostrow Tumski | Compilation CD                                       |
| 2010 | The Bad Luck Bird/Stella Maris           | 7"                                                   |
| 2011 | The Cruellest Month                      | CD (Studio album)                                    |
| 2014 | Once Upon a Time                         | CD (Studio album)                                    |

### Recenzije
- Review of The Devil's Steed
- Review of Angel
- Review of Sol Veritas Lux

### Intervjuji
- Interview with Tony Wakeford, 2006